# Lorrenzo Manzin
Lorrenzo Manzin (Saint-Denis, 26 de julho de 1994) é um ciclista profissional francês que atualmente corre para a equipa Vital Concept-B&B Hotels.

## Palmarés
2015
- La Roue Tourangelle

2018
- 1 etapa do Tour de Limusino[2]

2019
- 2 etapas da Tropicale Amissa Bongo
- Tour de Bretanha
- Grande Prêmio do Somme

## Resultados nas grandes voltadas
| Carreira           | 2014 | 2015 | 2016 | 2017 | 2018 | 2019 |
| ------------------ | ---- | ---- | ---- | ---- | ---- | ---- |
| Giro d'Italia      | -    | -    | -    | -    | -    | -    |
| Tour de France     | -    | -    | -    | -    | -    | -    |
| Volta a Espanha    | -    | Ab.  | 149º | 156º | -    | -    |
| Mundial em Estrada | -    | -    | -    | -    | -    | -    |

-: não participa

Ab.: abandono